# Gamla staden, Norrköping

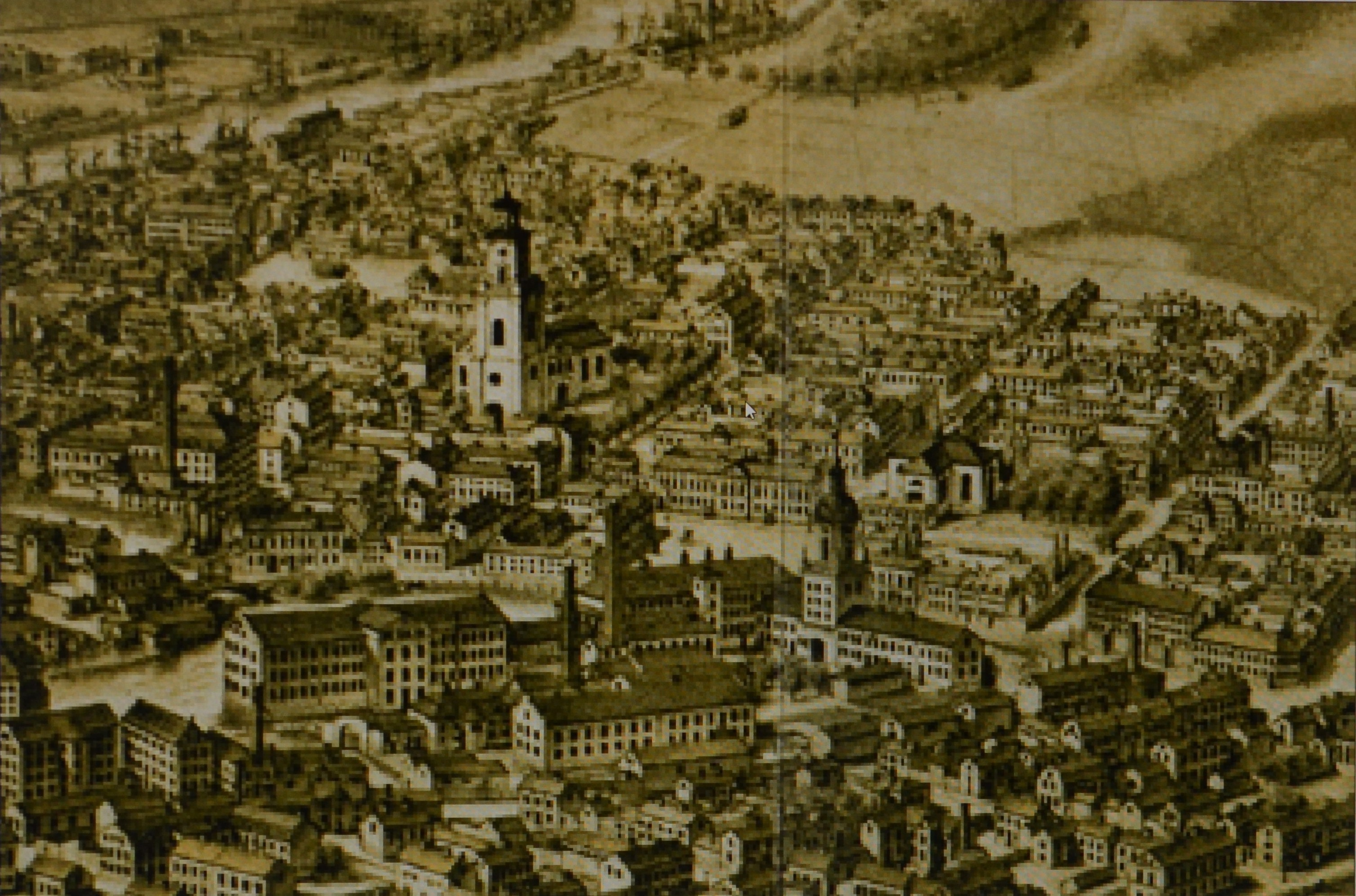
Gamla staden i Norrköping år 1876, sedd från Berget. Ungefär mitt i bilden syns Sankt Olai kyrka och Gamla torget.

Gamla staden är en stadsdel i Norrköping, som sträcker sig mellan Motala ström i väster och norr, Kristinagatan i öster och Södra Promenaden i söder. Gamla staden gränsar till områdena Nordantill och Berget i väster, Nordantill och Saltängen i norr, Östantill i öster och Söderstaden i söder.
Norrköping växte fram på båda sidor om Motala Ström, där den skär genom Norrköpingsåsen. 
Den äldsta stadsbebyggelsen i Norrköping har antagits ligga söder om Strömmen i området kring Gamlebro, Gamla torget och de två kyrkorna Sankt Johannes och Sankt Olai. Här möttes flera landsvägar. Sannolikt fanns dock en äldre föregångare till bron på samma plats redan före 1300-talets slut. 
Gamla staden hade under medeltiden och in på 1600-talet ett medeltida gatunät och en medeltida kvartersindelning, liksom den övriga staden med undantag av Nya Staden norr om Motala ström. Den 29 juli 1655 brann staden och nästan alla byggnader söder om Motala ström. Stadsbranden lade större delen av staden i ruiner, vilket möjliggjorde att ett rutnätsmönster efter tidens mode kunde införas i den nya stadsplanen för Gamla staden. Från den tidigare stadsplanen återstår kyrkan Sankt Olais annorlunda riktning.
Huvudgata i nordlig-sydlig riktning är Drottninggatan, som liksom andra gator i stadsdelen fick sin sträckning efter den stora stadsbranden 1655. Drottninggatan går från Norrköpings centralstation i norr till den tidigare Söder Tull och tidigare utfarten mot Söderköping i söder.